# Jewgeni Walerianowitsch Samoilow

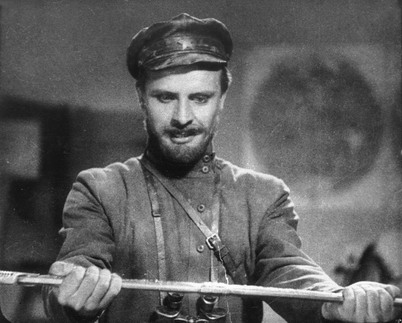
Jewgeni Samoilow (1938)

Jewgeni Walerianowitsch Samoilow (russisch Евгений Валерианович Самойлов, wiss. Transliteration Evgenij Valerianovič Samojlov; * 3. Apriljul. / 16. April 1912greg. in Sankt Petersburg; † 17. Februar 2006 in Moskau) war ein russischer Schauspieler. Er ist der Vater der Schauspielerin Tatjana Samoilowa.

## Leben
Samoilow wurde in Sankt Petersburg geboren und absolvierte zunächst das Leningrader Polytechnikum, trat nebenher auch in Laienspielgruppen auf, bevor er sich ganz seiner Leidenschaft – dem Schauspiel – widmete. Er spielte ab 1930 Theater, gehörte mehrjährig der Theatergruppe von Wiwlena an, bis er sich 1934 der Gruppe um dem experimentellen Theaterregisseur Wsewolod Meyerhold anschloss, mit dem er bis 1938 zusammenarbeitete. In der Folgezeit gehörte er diversen Moskauer Theatern an. Von 1940 bis 1967 spielte er zudem am Majakowski-Theater in Moskau.
Im Jahr 1936 begann Samoilow eine umfassende Filmkarriere, wurde jedoch anfangs nur in historischen und unterhaltsamen Streifen eingesetzt. Aufgrund seiner mangelnden Popularität wurden ihm zunächst kleinere Rollen angeboten, wie in seinem Debütfilm Eine zufällige Begegnung, einer Komödie von Igor Sawtschenko. Führende Filmregisseure scheuten zunächst eine Verpflichtung Samilows, dennoch wirkte er in Filmen wie Ein Leben, der später von der Zensur belegt wurde, mit. Große Aufmerksamkeit erlangte er jedoch drei Jahre später mit dem Film Schtschors (1939) von Regisseur Oleksandr Dowschenko, für den Samoilow den ersten von insgesamt drei staatlichen Filmpreisen gewann. Einer seiner bedeutendsten Filme war sicherlich der Admiral Nachimow (1946), in dem er an der Seite von Alexei Diki als Offizier Burunow gegen die Türken kämpfte.
Er wurde 1954 als Volkskünstler Russlands geehrt und 1974 als Volkskünstler der UdSSR.

## Filmographie (Auswahl)
- 1936: Eine zufällige Begegnung (Случайная встреча)
- 1938: Ein Leben
- 1939: Schtschors (Щорс)
- 1940: Der lichte Weg
- 1941: Vier Herzen
- 1944: Um 6 Uhr abends nach Kriegsende
- 1946: Admiral Nachimow
- 1951: Gesprengte Fesseln (Taras Schewtschenko)
- 1955: Die Entscheidung von Buchara (Kruschenije Emirata)
- 1970: Waterloo
- 1975: Sie kämpften für die Heimat
- 1986: Boris Godunow

## Auszeichnungen
- 1947: Staatspreis für seine Theaterarbeit